# Dhar mann
達曼德·曼（Dharminder "Dhar" Mann，1984年5月29日—）是一位美國企業家、電影製片人和YouTuber，出生於1984年5月29日。他最著名的是他的影片製作公司Dhar Mann Studios，該公司為YouTube等社交媒體平台創作短片。這些影片針對年輕觀眾，通常以一個事件的轉折為特色，教訓主角一個道德教訓。
2010年，曼和股票經紀人德里克·彼得森（Derek Peterson）共同創立了weGrow商店，該商店銷售用於種植醫用大麻的水耕設備。兩年後，由於業務合作夥伴之間的訴訟，weGrow被迫關閉。
2013年，曼因在加利福尼亞州奧克蘭市通過其房地產公司MannEdge Properties欺詐該市而被定罪。.

## 早年生活
達曼德·曼於1984年5月29日出生，父母是來自印度移民到美國的蘇林德·曼（Surinder Mann）和巴爾吉特·辛格·曼（Baljit Singh Mann）。辛格家族擁有Friendly Cab，一家位於加利福尼亞州奧克蘭市.的出租車經營者。自1980年以來，他們擁有幾家當地房地產公司，擁有超過130處物業。.
曼回憶起自己在海灣地區一間只有一間臥室的公寓中長大，這間公寓與其他三個家庭共享。由於他的父母專注於管理自己的公司，他曾說過，他們與其"給我他們的時間，他們寧願給我錢去做事情"。